# عبد الرحمن يوسف علي
عبد الرحمن يوسف علي (عينتي) (بالصومالية: Cabdiraxmaan Yuusuf Cali Caynte)‏ سياسي وصحفي صومالي، عمل سابقًا في هيئة الإذاعة البريطانية (بي بي سي)، وإذاعة صوت أمريكا، والجزيرة الإنجليزية، وشغل منصب وزير التخطيط والتعاون الدولي في الحكومة الفيدرالية الصومالية، في الفترة ما بين 27 يناير 2015 و أبريل 2017.

## النشأة
وُلد عبد الرحمن عينتي لأسرة متدينة فوالده هو رئيس مجمع علماء الصومال الشيخ يوسف علي عينتي.
حصل عينتي على البكالوريوس في الصحافة والعلوم السياسية من جامعة جامعة ولاية متروبوليتان في الولايات المتحدة، ثم الماجستير في الدراسات الحكومية والدولية من جامعة جونز هوبكنز في واشنطن، وعمل بعدها صحفيا ومحررا لأكثر من 10 سنوات حيث عمل مراسلا لكل من هيئة الإذاعة البريطانية بي بي سي وإذاعة صوت أمريكا و محررا للأخبار في الجزيرة الإنجليزية عاد عينتي بعدها إلى الصومال ليؤسس ويشغل منصب مدير معهد هيرتيج للدراسات السياسية «HIPS» أول مركز بحثي في الصومال وظهر بانتظام في وسائل الإعلام المحلية والدولية، كما تحدث في المحافل الدولية، وأدلى بشهادته أمام مجلس الشيوخ الأمريكي بشأن الصومال.

## مسيرته السياسية
في 27 يناير 2015 عُيّن عبد الرحمن عينتي وزيرا للتخطيط والتعاون الدولي في حكومة عمر شارماركي.
خلال فترة عمله كوزير للتخطيط أشرف عينتي على صياغة أول خطة تنمية وطنية في الصومال، وشملت الخطة التي وُقّت لها ثلاث سنوات العديد من الجوانب أبرزها الجانب الاقتصادي، ووضعت خطة التنمية الوطنية بعد مشاورات مستفيضة مع الولايات الفيدرالية والمجتمع المدني والقطاع الخاص، واعتُمدت لاحقًا في مؤتمر لندن التاريخي حول الصومال في مايو 2017. وأُشيد بالوزير عينتي على نطاق واسع لنجاحه في وضع خطة تنمية وطنية مُصاغة بأيدٍ صومالية تكون بديلة عن ما سُمي بصفقة الاتفاق الصومالي والتي أُعلن عنها في بروكسل 2013.
بصفته وزيرًا للتعاون الدولي، أقام عينتي علاقة وثيقة جدًا مع الجهات المانحة التقليدية وغير التقليدية، حيث جمعهم معًا على منصة مشتركة. كما حثهم على مواءمة دعم خطة التنمية الوطنية الجديدة في الصومال والإلغاء التدريجي لصفقة الاتفاق الصومالي.
عُين عينتي في أبريل 2017 مستشارًا للرئيس الصومالي محمد عبد الله فرماجو وتولى عددا من الملفات الدولية والتنموية، وكان منسق حفل تنصيب الرئيس فرماجو في 22 فبراير وتميز بدوره المحوري في تخطيط وتنفيذ مؤتمر لندن الدولي حول الصومال في مايو 2017 والذي شارك فيه أكثر من 43 دولة ومنظمة دولية، كما ساعد في وضع سياسات ولوائح المساعدة الإنمائية الرسمية (ODA).
في نوفمبر 2017، انضم عينتي إلى الأمم المتحدة كمدير لتخطيط السياسات والاستراتيجية في الشرق الأوسط.